# GP2 Asia Series
De GP2 Asia Series  is een voormalige autoraceklasse, die naast het reguliere GP2 Series-seizoen verreden werd. De races werden verreden op circuits in Azië. In 2011 werd het kampioenschap voor het laatst verreden, hierna werden de Aziatische races aan het reguliere GP2-kampioenschap toegevoegd.

## Auto's
In de Asia Series werd gebruikgemaakt van de eerste generatie GP2-Dallara. Het ging hierbij om auto's die voorheen in het reguliere GP2 werden gebruikt, maar daar in 2008 werden vervangen door de tweede generatie van dezelfde fabrikant.

## Kampioenen
| Seizoen   | Kampioen         | Team                 | Nummer 2          | Nummer 3            |
| --------- | ---------------- | -------------------- | ----------------- | ------------------- |
| 2008      | Romain Grosjean  | ART Grand Prix       | Sébastien Buemi   | Vitali Petrov       |
| 2008-2009 | Kamui Kobayashi  | DAMS                 | Jérôme d'Ambrosio | Roldán Rodríguez    |
| 2009-2010 | Davide Valsecchi | iSport International | Luca Filippi      | Giacomo Ricci       |
| 2011      | Romain Grosjean  | DAMS                 | Jules Bianchi     | Giedo van der Garde |